# Flesh for Lulu
Flesh for Lulu was een Engelse rockband uit Brixton die actief was tussen 1982 en 1992. Tussen 2013 en 2015 kwamen de leden weer bij elkaar voor een reünie.

## Geschiedenis
Flesh for Lulu was het geesteskind van Nick Marsh (zang en gitaar) en  James Mitchell (drums). Zij recruteerden Rocco Barker (sologitaar en zang) en Glen Bishop (basgitaar). Hun naam werd ontleend aan de Amerikaanse cultfilm Flesh for Frankenstein (1973) van Andy Warhol.
Na positieve reviews op een John Peel session eind 1982, tekende de band in 1983 een platencontract bij Polydor. Kort daarna verliet bassist Glen Bishop de band al, om vervangen te worden door Kevin Mills. In 1992 volgde de split van de band, na een aantal minder succesvolle jaren en omwille van muzikale meningsverschillen.
In 1996 vormden Nick Marsh en Rocco Barker de band Gigantic, met Dave Blair op basgitaar en Al Fletcher op drum. Deze nieuwe band kreeg een platencontract bij Columbia Records en toerde enige tijd met de Goo Goo Dolls en Bush. Hun eerste (en enige) album was echter een commerciële flop en werd uitgebracht als werk van Flesh for Lulu. De band stopte in 1998.
Na een aantal nevenprojecten en een solo-album van Nick Marsh zorg deze voor een nieuwe line-up van de band met Mark Bishop (drum), Keith McAndrew (basgitaar) en Will Crewdson (gitaar). In 2014 werd door fans in samenwerking met de band een crowdfunding-actie opgezet nadat bij Marsh kanker was geconstateerd. Hij overleed op 5 juni 2015 op 53-jarige leeftijd.

## Stijl
Rovi Staff van AllMusic omschreef de sound van de band als "gloomy Gothic punk". Marsh had er echter een hekel aan om "goth" genoemd te worden. Volgens Trouser Press maakte de band naast rock ook funk, country en poppunk.

## Discografie

### Studioalbums
- Flesh for Lulu, 1984
- Big fun city, 1985
- Long live the new flesh, 1987
- Plastic fantastic, 1989
- Gigantic, 2007